# Miller Place
Miller Place és una concentració de població designada pel cens dels Estats Units a l'estat de Nova York. Segons el cens del 2000 tenia 10.580 habitants.

## Demografia
Segons el cens del 2000, Miller Place tenia 10.580 habitants, 3.397 habitatges, i 2.833 famílies. La densitat de població era de 566,6 habitants per km².
Dels 3.397 habitatges en un 46,7% hi vivien nens de menys de 18 anys, en un 74% hi vivien parelles casades, en un 6,8% dones solteres, i en un 16,6% no eren unitats familiars. En el 13% dels habitatges hi vivien persones soles el 4,4% de les quals corresponia a persones de 65 anys o més que vivien soles. El nombre mitjà de persones vivint en cada habitatge era de 3,1 i el nombre mitjà de persones que vivien en cada família era de 3,42.
Per edats la població es repartia de la següent manera: un 30,2% tenia menys de 18 anys, un 6,5% entre 18 i 24, un 29,9% entre 25 i 44, un 26,1% de 45 a 60 i un 7,3% 65 anys o més.
L'edat mediana era de 36 anys. Per cada 100 dones de 18 o més anys hi havia 95,4 homes.
La renda mediana per habitatge era de 80.455 $ i la renda mediana per família de 87.656 $. Els homes tenien una renda mediana de 58.887 $ mentre que les dones 37.091 $. La renda per capita de la població era de 27.895 $. Entorn de l'1% de les famílies i el 2,4% de la població estaven per davall del llindar de pobresa.